# نبرد کاسانو (۱۷۰۵)
نبرد کاسانو در ۱۶ اوت ۱۷۰۵ میلادی طی جنگ‌های جانشینی اسپانیا در ایتالیا میان فرانسه و دولت‌های هابسبورگ و پروس رخ داد. هر دو طرف متحمل ضربات سختی شدند ولی عاقبت پیروزی نصیب فرانسه شد.